# لوئیس هرنان آلوارز
لوئیس هرنان آلوارز (انگلیسی: Luis Hernán Álvarez; ۲۱ مهٔ ۱۹۳۸ – ۲۳ ژانویهٔ ۱۹۹۱) بازیکن فوتبال اهل شیلی بود.
از باشگاه‌هایی که در آن بازی کرده‌است می‌توان به باشگاه فوتبال کولو-کولو اشاره کرد.